# Brnik
Brnik – wieś w Polsce położona w województwie małopolskim, w powiecie dąbrowskim, w gminie Dąbrowa Tarnowska.
| SIMC    | Nazwa   | Rodzaj     |
| ------- | ------- | ---------- |
| 0817416 | Malarka | przysiółek |
| 0817422 | Pary    | przysiółek |
| 0817439 | Polany  | przysiółek |
| 0817445 | Wola    | przysiółek |

Wieś w powiecie pilzneńskim w województwie sandomierskim w XVI wieku była własnością kasztelana zawichojskiego Mikołaja Ligęzy.
W latach 1954–1961 wieś należała i była siedzibą władz gromady Brnik, po jej zniesieniu w gromadzie Dąbrowa Tarnowska. W latach 1975–1998 miejscowość administracyjnie należała do województwa tarnowskiego.